# Copa croata de futbol
La copa croata de futbol (croat: Hrvatski nogometni kup) és una competició futbolística anual que es disputa a Croàcia, segona en importància al país després de la lliga.
La competició es disputa des de l'any 1992. Hi participen 48 clubs, de diverses categories, que s'enfronten entre ells per eliminatòries.
Durant la Segona Guerra Mundial, el 1941, ja es jugà aquesta competició (per únic cop) amb la victòria del Građanski Zagreb.

## Historial
Font:
| Any     | Campió                 | Resultat           | Finalista           |
| ------- | ---------------------- | ------------------ | ------------------- |
| 1941    | Gradjanski Zagreb (1)  | 2-2, 6-2           | Concordia Zagreb    |
| 1992    | Inker Zaprešić (1)     | 1-1, 1-0           | HAŠK Građanski      |
| 1992-93 | Hajduk Split (1)       | 4-1, 1-2           | Croatia Zagreb      |
| 1993-94 | Croatia Zagreb (1)     | 2-0, 0-1           | NK Rijeka           |
| 1994-95 | Hajduk Split (2)       | 3-2, 1-0           | Croatia Zagreb      |
| 1995-96 | Croatia Zagreb (2)     | 2-0, 1-0           | NK Varteks Varaždin |
| 1996-97 | Croatia Zagreb (3)     | 2-1                | NK Zagreb           |
| 1997-98 | Croatia Zagreb (4)     | 1-0, 2-1           | NK Varteks Varaždin |
| 1998-99 | NK Osijek (1)          | 2-1 (prò.)         | Cibalia Vinkovci    |
| 1999-00 | Hajduk Split (3)       | 2-0, 0-1           | Dinamo de Zagreb    |
| 2000-01 | Dinamo de Zagreb (5)   | 2-0, 1-0           | Hajduk Split        |
| 2001-02 | Dinamo de Zagreb (6)   | 1-1, 1-0           | NK Varteks Varaždin |
| 2002-03 | Hajduk Split (4)       | 1-0, 4-0           | Uljanik Pula        |
| 2003-04 | Dinamo de Zagreb (7)   | 1-1, 0-0           | NK Varteks Varaždin |
| 2004-05 | NK Rijeka (1)          | 2-1, 1-0           | Hajduk Split        |
| 2005-06 | NK Rijeka (2)          | 4-0, 1-5           | NK Varteks Varaždin |
| 2006-07 | Dinamo de Zagreb (8)   | 1-0, 1-1           | Slaven Belupo       |
| 2007-08 | Dinamo de Zagreb (9)   | 3-0, 0-0           | Hajduk Split        |
| 2008-09 | Dinamo de Zagreb (10)  | 3-0, 0-3 (4-3 p)   | Hajduk Split        |
| 2009-10 | Hajduk Split (5)       | 2-1, 2-0           | HNK Šibenik         |
| 2010-11 | Dinamo de Zagreb (11)  | 5-1, 3-1           | Varaždin            |
| 2011-12 | Dinamo de Zagreb (12)  | 0-0, 3-1           | NK Osijek           |
| 2012-13 | Hajduk Split (6)       | 2-1, 3-3           | Lokomotiva Zagreb   |
| 2013-14 | NK Rijeka (3)          | 1-0, 2-0           | Dinamo de Zagreb    |
| 2014-15 | Dinamo de Zagreb (13)  | 0-0 (prò.) (4-2 p) | RNK Split           |
| 2015-16 | Dinamo de Zagreb (14)  | 2-1                | Slaven Belupo       |
| 2016-17 | NK Rijeka (4)          | 3-1                | Dinamo de Zagreb    |
| 2017-18 | Dinamo de Zagreb (15)  | 1-0                | Hajduk Split        |
| 2018–19 | HNK Rijeka (5)         | 3–1                | GNK Dinamo Zagreb   |
| 2019–20 | HNK Rijeka (6)         | 1–0                | NK Lokomotiva       |
| 2020–21 | GNK Dinamo Zagreb (16) | 6–3                | Istra 1961          |
| 2021–22 | HNK Hajduk Split (7)   | 3–1                | HNK Rijeka          |
| 2022–23 | HNK Hajduk Split (8)   | 2–0                | HNK Šibenik         |
| 2023–24 | GNK Dinamo Zagreb (17) | 3–1                | HNK Rijeka          |